# Andries Wilhelmus Jacobus Pretorius

Andries Wilhelmus Jacobus Pretorius (1798 — 1853) foi um político e militar bôer. Foi comandante da grande jornada e da expedição punitiva que culminou com o massacre do povo zulu. Lutou pela independência da África do Sul, cuja capital é chamada Pretória em sua homenagem.

## Juventude e experiência
Pretorius foi educado em casa e, embora a educação escolar não fosse uma prioridade na fronteira oriental da Colónia do Cabo, ele era alfabetizado o suficiente para ler a Bíblia e escrever seus pensamentos no papel. Pretorius teve cinco filhos, o mais velho dos quais, Marthinus Wessel Pretorius , mais tarde se tornou o primeiro Presidente da República Sul-Africana.
Pretório descendeu da linha dos primeiros colonos holandeses na Colônia do Cabo. Ele pertencia à quinta geração do progenitor, Johannes Pretorius , filho do reverendo Wessel Schulte da Holanda. Schulte em seu tempo como estudante de teologia na Universidade de Leiden mudou seu nome para a forma latina e, portanto, tornou-se Wesselius Praetorius (mais tarde Pretorius).
Embora os detalhes da infância de Andries Pretorius sejam escassos, é mais provável que ele tenha crescido na fazenda de seu pai chamada Driekoppen, cerca de 40 quilômetros a nordeste de Graaff-Reinet . 

## Carreira
Em setembro de 1836, depois que a alta companhia de Gerrit Maritz deixou Graaff-Reinet para ir para o norte, aqueles que ficaram para trás, incluindo Pretorius, começaram a considerar fortemente deixar a Colônia do Cabo . Ele deixou sua casa em outubro de 1837 em uma expedição de reconhecimento para visitar os Trekkers. Eventualmente, Pretorius deixou a Colônia do Cabo permanentemente. Ele abandonou sua jornada em direção ao Modderrivier e se apressou para o rio Klein-Tugela em Natal quando foi convocado para liderar os Voortrekkers que estavam lá sem líder; Gerrit Maritz morreu de doença e Andries Potgieter deixou Natal indo para o interior. Sob o comando do rei Zulu Dingane , Piet Retieffoi assassinado em fevereiro de 1838 junto com seus homens.  Eles foram convidados sob falsos pretextos, durante uma visita de negociação, junto com 70 homens com meninos entre eles e com 30 servos para entrar no kraal Zulu Mgungundlovu desarmado. 
Pretorius chegou ao desesperado campo principal dos Trekkers em 22 de novembro de 1838. A diligência e ação completa de Pretorius imediatamente instilaram confiança e ele foi nomeado comandante-chefe do comando punitivo contra Dingane.
Pretorius liderou 470 homens com 64 carroças para o território de Dingane e na madrugada de 16 de dezembro de 1838, próximo ao rio Ncome, eles alcançaram a vitória sobre um exército de ataque de 10.000 a 15.000 guerreiros Zulu. Os Voortrekkers lutaram com rifles de carregamento a boca e usaram dois pequenos canhões. Os zulus sofreram perdas de cerca de 3.000 guerreiros  na Batalha de Blood River. Os bôeres não sofreram baixas. Três homens ficaram feridos, incluindo Andries Pretorius, que foi ferido na mão por um Assegai.
Os bôeres acreditam que Deus lhes concedeu a vitória e, portanto, prometeu que eles e seus descendentes comemorariam o dia da batalha como um dia de descanso. Boers comemorou-o como o "Dia de Dingane" até 1910. Foi renomeado para "Dia do voto", mais tarde " Dia da Aliança ", e foi celebrado como feriado pelo primeiro governo sul-africano. Após o fim do apartheid em 1994, o novo governo manteve o dia como feriado como um ato de conciliação para os bôeres, mas o renomeou como "Dia da Reconciliação".
Em janeiro de 1840, Pretorius com um comando de 400 burgueses, ajudou Mpande em sua revolta contra seu meio-irmão Dingane. Mpande e Pretorius derrotaram o exército de Dingane na Batalha de Maqongqo, o que forçou Dingane e aqueles que lhe eram leais ao exílio, após o que Dingane foi logo assassinado. Imediatamente depois disso, Pretorius anunciou que o território bôer em Natal havia sido amplamente ampliado devido aos termos acordados com Mpande para a assistência bôer. Ele também era o líder da facção Boers de Natal, que se opunha aos projetos britânicos em territórios que eles já haviam reivindicado. Em 1842, Pretorius sitiou a pequena guarnição britânica em Durban , mas retirou-se para Pietermaritzburgsobre a chegada de reforços do coronel Josias Cloete.  Posteriormente, ele exerceu sua influência com os bôeres para chegar a uma solução pacífica com as autoridades britânicas, que anexaram Natalia.
Permanecendo em Natal como súdito britânico, em 1847 Pretorius foi escolhido pelos fazendeiros bôeres para apresentar suas queixas ao governador da Colônia do Cabo . Eles estavam preocupados com a migração contínua de nativos que foram designados para locais em detrimento das reivindicações de terras bôeres. Pretorius foi a Grahamstown para buscar uma audiência com o governador, Sir Henry Pottinger , mas ele se recusou a ver Pretorius ou receber qualquer comunicação dele. Pretório voltou a Natal determinado a abandonar sua fazenda e sair do alcance das autoridades britânicas. 
Com um número considerável de seguidores, ele estava se preparando para cruzar o Drakensberg quando Sir Harry Smith, recém-nomeado governador do Cabo, chegou ao acampamento dos emigrantes no rio Tugela em janeiro de 1848. Smith prometeu aos fazendeiros proteção contra os nativos e convenceu muitos dos festa para permanecer. Pretório partiu e, com a proclamação da soberania britânica até o rio Vaal, fixou residência em Magaliesberg, ao norte desse rio. Ele foi escolhido pelos burgueses que viviam em ambas as margens do Vaal como seu comandante-geral. A pedido dos bôeres em Winburg, Pretorius cruzou o Vaal em julho e liderou o partido anti-britânico em uma breve revolta, ocupando Bloemfontein em 20 de julho. Em agosto, ele foi derrotado em Boomplaats por Smith e recuou para o norte do Vaal. Tornou-se líder de um dos maiores partidos em que se dividiram os bôeres do Transvaal e comandante-geral de Potchefstroom e Rustenburg, sendo seu principal rival o comandante-geral de Zoutpansberg AH Potgieter. 
Em 1851, Boer descontentes com a Soberania do Rio Orange e o chefe Basotho Moshoeshoe I pediram a Pretorius que viesse em seu auxílio. Ele anunciou sua intenção de cruzar o Vaal para "restaurar a ordem" na Soberania. Seu objetivo era obter um reconhecimento da independência dos bôeres do Transvaal dos britânicos. Tendo decidido uma política de abandono, o gabinete britânico considerou sua proposta. O governo retirou sua recompensa de 2.000 libras, que havia sido oferecida por sua captura após a batalha de Boomplaats. Pretorius encontrou-se com os comissários britânicos perto do Rio Sand. Em 17 de janeiro de 1852, eles concluíram a convenção pela qual a independência dos bôeres do Transvaal foi reconhecida pela Grã-Bretanha. 
Pretorius cruzou novamente o rio Vaal e, em 16 de março, reconciliou-se com Potgieter em Rustenburg. Os seguidores de ambos os líderes aprovaram a convenção, embora o partido Potgieter não estivesse representado. No mesmo ano, Pretorius fez uma visita a Durban com o objetivo de abrir o comércio entre Natal e a nova república. Em 1852, ele também tentou fechar a estrada para o interior através de Bechuanaland e enviou um comando para a fronteira oeste contra Sechele. 
Pretorius morreu em sua casa em Magaliesberg em 23 de julho de 1853. Ele é descrito por Theal como "o líder mais hábil e o representante mais perfeito dos Fazendeiros Emigrantes". Em 1855, um novo distrito e uma nova cidade foram formados nos distritos de Potchefstroom e Rustenburg por seu filho, Marthinus Wessel Pretorius , que os nomeou Pretória em homenagem ao falecido comandante-geral.  Marthinus Wessel Pretorius foi o primeiro presidente da República do Transvaal .